# طوابع الطرود البريدية الأمريكية لعامي 1912 و1913
كانت طوابع الطرود البريدية الأمريكية لعامي 1912-1913 أول طوابع من هذا النوع تصدرها إدارة البريد الأمريكية، وكانت تتألف من اثنتي عشرة فئة لدفع رسوم البريد على الطرود التي تزن 16 أونصة فأكثر، وطُبعت كل فئة بنفس لون "الوردي القرمزي". كان تصميم حوافها متشابهًا، بينما حملت كل فئة من الطوابع صورتها المميزة في المنتصف (صورة صغيرة). بخلاف الطوابع البريدية العادية، التي كانت تُحدد أسعارها بالوزن بالأونصات، كانت أسعار الطرود البريدية تُحدد وتُقاس بزيادات بالرطل. وسرعان ما انتشرت هذه الطوابع الجديدة على نطاق واسع في أوساط الصناعة والمزارعين وغيرهم من سكان المناطق الريفية. ويرجع ذلك جزئيًا إلى بعض الالتباس في استخدامها، مما أدى إلى قصر فترة استخدامها الحصري كطوابع بريد طرود، حيث سُمح باستخدام طوابع البريد العادية لدفع رسوم طرود البريد.

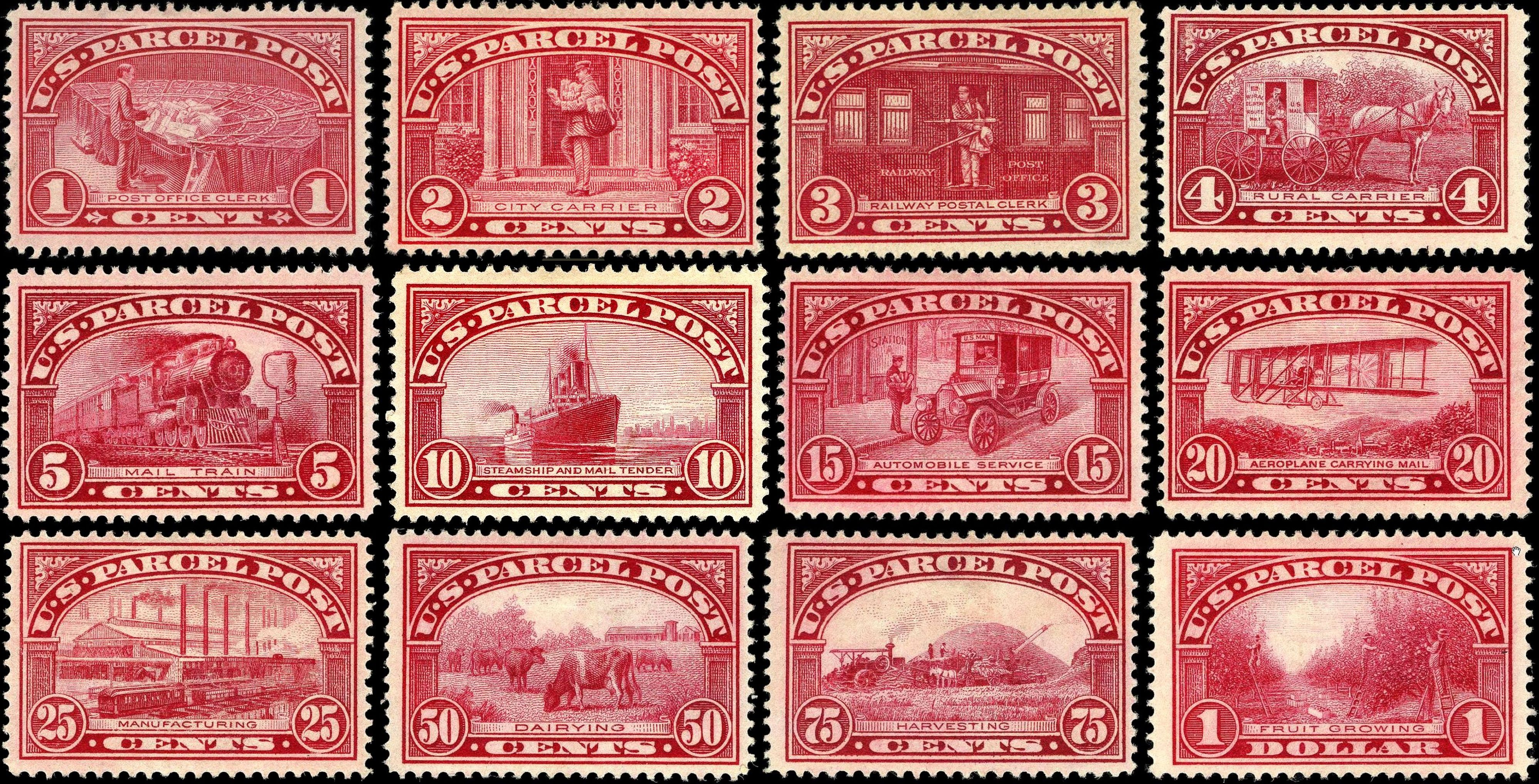
أول طوابع بريد للطرود أصدرها مكتب البريد الأمريكي، للسنوات 1912-1913

## التصميم والإنتاج

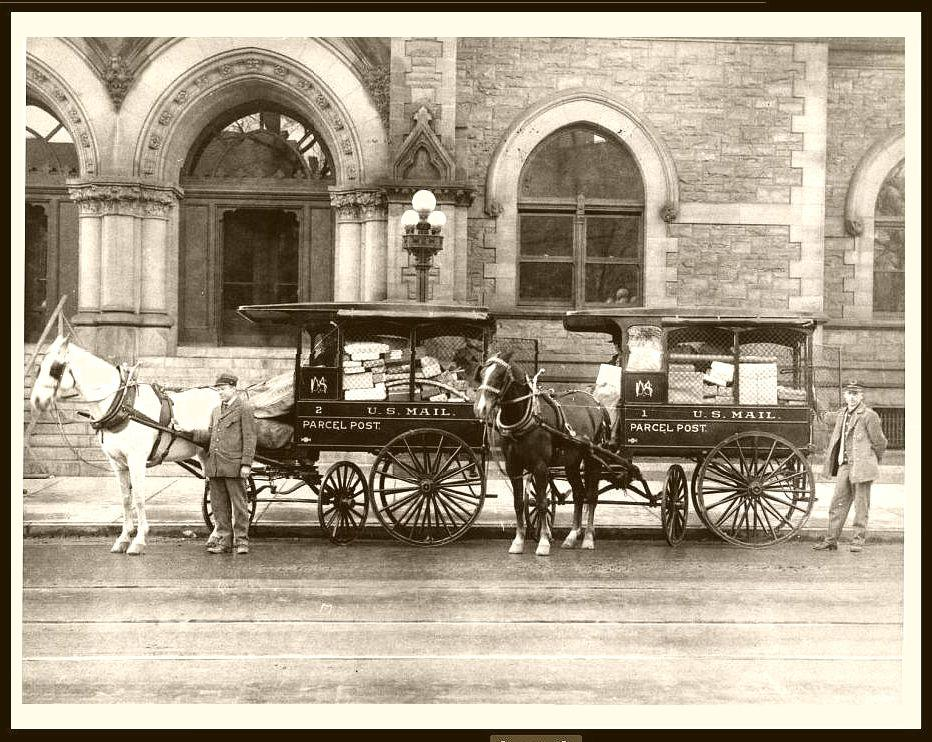
عربتان لتوصيل الطرود البريدية تجرهما الخيول عام 1913

قبل عام 1912، كانت شركات خاصة تتحكم في تسليم الطرود وتتولى إدارتها، وكان معظمها يعمل في المدن والمناطق الحضرية، حيث كانت معظم الأعمال التجارية قائمة. ونتيجةً لذلك، كان تسليم الطرود إلى المناطق الريفية غير كافٍ، وكثيرًا ما أعاق المزارعين الذين كانوا بحاجة إلى مختلف الإمدادات وقطع الغيار والمعدات التي ترسل إلى مواقعهم النائية. ولتلبية هذا الطلب، أقرّ الكونغرس الأمريكي قانونًا في 24 أغسطس 1912، يُحدِّد أسعارًا بريدية لبريد الدرجة الرابعة، وينص على خدمة البريد عن طريق الطرود. وقد خوّل هذا القانون مكتب البريد الأمريكي إصدار مختلف طوابع البريد ذات الأغراض الخاصة لدفع رسوم الطرود، والتي دخلت حيز التنفيذ في 1 يناير 1913، وهو اليوم الأول الذي بدأت فيهِ خدمة البريد بالنقل بواسطة الطرود البريدية عملها في أمريكا. لقد طبعت الطوابع الإثني عشر بواسطة مكتب النقش والطباعة على آلة طباعة مسطحة باستعمال ورق منسوج أصفر ناعم مصنوع من علامة مائية ذات سطر واحد تحمل الأحرف "U S P S" وكانت مثقبة بقياس 12 ثقبًا.
صُممت الطوابع من قِبل كلير أوبري هيوستن، الذي عمل في المكتب لعشر سنوات آنذاك، بينما أُنتجت قوالب الطوابع الفردية بواسطة عدة نقّاشين مختلفين، حيث عمل ما يصل إلى أربعة نقّاشين على كل قالب. خطط مكتب البريد في البداية لبيع جميع الطوابع الاثني عشر قبل بدء خدمة البريد الطردي، لكن فرانك هيتشكوك، المدير العام للبريد، اعتبر التصميمات الأصلية لفئات 3 سنتات و50 سنتًا و75 سنتًا غير مُرضية، مما أدى إلى تأجيل إصدار هذه الفئات إلى ما بعد بداية العام. طبع كل طابع من الاثنا عشر طابعًا مميزًا في الصورة المصغرة، وصُدرت بلون واحد، وهو "اللون القرمزي الوردي". كان هيتشكوك هو من ابتكر فكرة طباعة جميع فئات هذهِ الطوابع بلون موحد. ومع ذلك، نظرًا لتشابه اللون وتشابه تصميم الحدود، قوبلت طوابع البريد الطردي خلال الأشهر الستة الأولى من الاستخدام بردود فعل متباينة من موظفي البريد الذين واجهوا صعوبة في التمييز بين فئات الطوابع من النظرة الأولى، وكثيرًا ما خلطوا بين الفئات، وخاصة خلال ساعات الذروة. "في محاولة لمساعدة موظفي الطوابع، اضيف نقش القيمة بأحرف كبيرة عادية إلى هامش الورقة، بجوار كل رقم لوحة الطوابع. تمت إضافة هذهِ النقوش لأول مرة إلى اللوحات في 27 يناير 1913." يمكن رؤية مثال على هذهِ الأرقام الكبيرة المكتوبة باللون الأحمر، والتي ظهرت على هامشين من كل جزء، في الرسم التوضيحي لصحيفة لوحة طوابع فئة العشرة سنتات في قسم "تكوينات أخرى" أسفل هذه الصفحة.

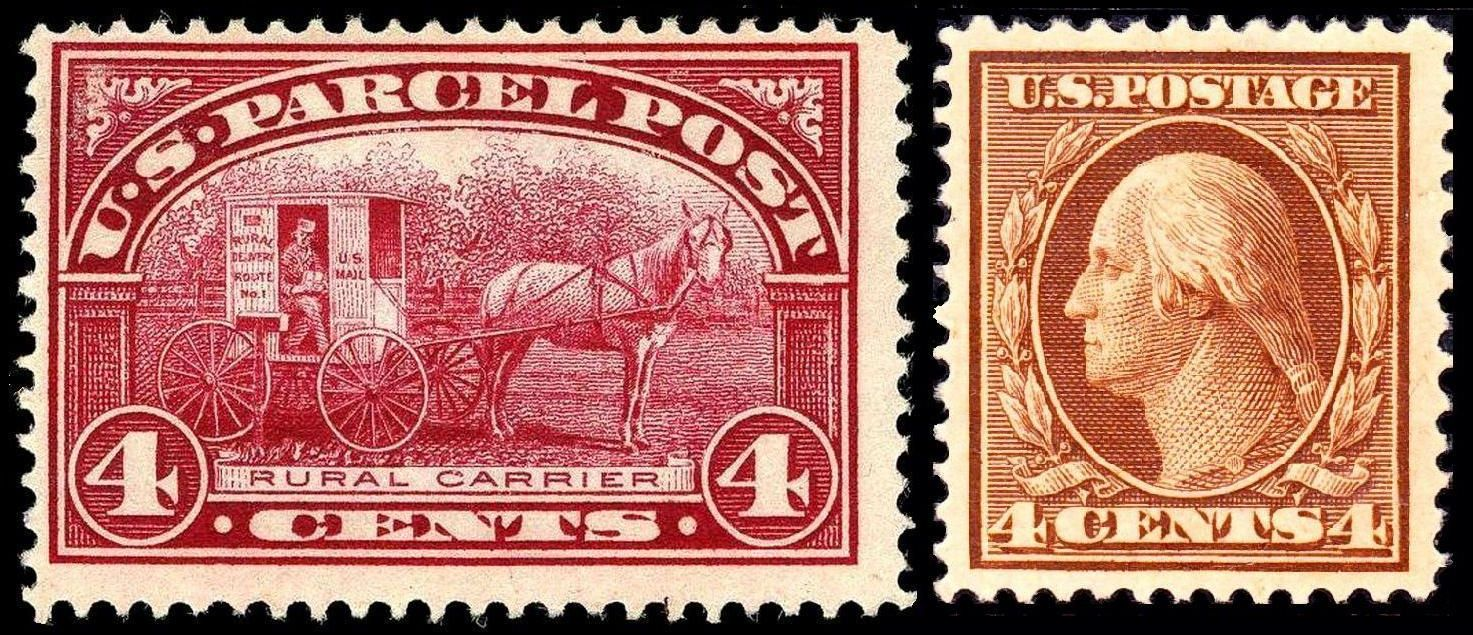
مقارنة حجم طابع البريد الطردي مع طابع بريد نهائي عادي

ولزيادة الطين بلة، كانت الطوابع أكبر حجمًا من الطوابع البريدية العادية في تلك الفترة، مما جعل من الصعب وضعها على طرود أصغر حجمًا ذات مساحة محدودة حول العنوان وعنوان المرسل. كما صدرت أيضًا في أوراق من 180 طابعًا، بأربعة أجزاء من 45 طابعًا لكل ورقة، وهو رقم غير مناسب لأغراض المحاسبة. وبحلول شهر مارس، كان المدير العام للبريد يفكر في استخدام ألوان مختلفة للطوابع الفردية وتصميم أصغر حجمًا ونهائيًا (حيث تم نقش لوحات من فئات 1 سنت و2 سنت و5 سنتات). أدى إنتاج أوراق البريد الطردي المقطوعة إلى 45 طابعًا إلى نسبة أعلى إلى حد ما من الطوابع ذات الحواف المستقيمة (انظر الصورة أدناه) مقارنة بإنتاج الطوابع الأخرى، مما أثار خيبة أمل هواة الجمع في ذلك الوقت. كان بعض ناشري الطوابع، مثل شركة ستانلي غيبونز، غير متسامحين في تقييمهم لهذهِ الإصدارات الجديدة، واصفين إياها بـ"الطوابع عديمة الفائدة" و"القبيحة". كانت مكاتب البريد الأوروبية تقدم خدمة بريد الطرود لعقود، ولكن في أمريكا خلال تلك السنوات، كما يلاحظ ماكس جول، "نجحت مصالح شركات البريد السريع في محاربة هذا الإجراء التشريعي". مما هزم هذهِ المعارضة في النهاية هو جهود الضغط الممولة جيدًا من شركة سيرز روبوك، وشركات بريدية بارزة أخرى، ومتاجر كبرى. اعتُبرت خدمة توصيل الطرود الجديدة التي تديرها الحكومة تهديدًا لأعمال شركات التوصيل الخاصة، مثل ويلز فارجو إكسبريس، التي ضغطت بشدة ضد مكتب البريد بينما كان لا يزال في طور ترسيخ مكانتهِ في مجال توصيل الطرود المربح، لكنها باءت بالفشل في النهاية.

### رسوم البريد
طُبعت طوابع خاصة لخدمة بريد الطرود للمساعدة في جهود الاحتفاظ بالحسابات والإيرادات الناتجة عن البريد العام والبريد الطردي منفصلين. كان لطوابع البريد الطردي الاثني عشر ثلاثة موضوعات تصميم أساسية مرتبطة بمكتب البريد وخدمة التوصيل الخاصة به. كان تنوع الفئات بحيث يمكن إجراء أي مبلغ من البريد يصل إلى دولار واحد باستخدام ما لا يزيد عن ثلاثة طوابع. حيث طبعت ثلاثة فئات من فئات البريد الطردي - 20 سنتًا و25 سنتًا و75 سنتًا - كطبعة جديدة على البريد الأمريكي.
- احتوت الفئات الأربع الأولى من الطوابع، من فئة سنت واحد وفئة سنتين وثلاثة وأربعة سنتات، على صورٍ لعمال بريدٍ مختلفين كانوا يُعالجون البريد أو يُوصلونه. أما طابع الأربعة سنتات، فقد حمل صورةً لساعي البريد النبراسكي، ويليام هاليداي ويليامز، الحائز على وسام الشرف.[5][12]

- المجموعة الثانية من أربعة طوابع بريدية من فئات 5 و10 و15 و20 سنتًا، صورت وسائل النقل المختلفة لتسليم البريد.[5] تميز طابع بريد الطرود الأمريكي فئة 20 سنتًا لعام 1912 بكونه أول طابع بريدي في التاريخ يصور طائرة (عُرفت باسم "طائرة")، قبل ست سنوات من إصدار إدارة البريد الأمريكية طوابع بريد جوي.[5][13][2] الباخرة المرسومة على طابع العشرة سنتات هي إس إس كرونبرينز فيلهلم مع عربة بريد على جانبها الأيمن في ميناء نيويورك.[14]

- المجموعة الأخيرة من أربع طوابع بريدية كانت تحمل أعلى الفئات - 25، 50، و75 سنتًا، ودولار واحد - وتصور مختلف الصناعات التي ستستخدم هذهِ الخدمة الجديدة بشكل رئيسي. طابع الـ 25 سنتًا يُظهر مصنعًا حقيقيًا للصلب في جنوب شيكاغو خلال تلك الفترة. أما الفئات الثلاث الأعلى، والتي كان الطلب عليها محدودًا، فقد صدرت بكميات أقل بكثير من الطوابع الأخرى، وخاصةً من حيث القيمة الدولارية.[5]

### تواريخ الإصدار والكميات
| الفئة      | صورة مصغرة                  | اليوم الأول للإصدار | الكميات المصدرة |
| ---------- | --------------------------- | ------------------- | --------------- |
| سنت واحد   | موظف بريد                   | 27 نوفمبر 1912      | 209٬691٬094     |
| سنتان      | شركة بريد                   | 27 نوفمبر 1912      | 206,417,253     |
| 3 سنتات    | موظف بريد في السكك الحديدية | 5أبريل 1913         | 29,027,433      |
| 4 سنتات    | ناقل ريفي                   | 12 ديسمبر 1912      | 76,743,813      |
| 5 سنتات    | قطار بريد                   | 27 نوفمبر 1912      | 108,153,993     |
| 10 سنتات   | سفينة بخارية وبريد          | 9 ديسمبر 1912       | 56,896,653      |
| 15 سنتًا    | خدمة السيارات               | 16 ديسمبر 1912      | 21,147,033      |
| 20 سنتًا    | طائرة لنقل البريد           | 16 ديسمبر 1912      | 17،142،393      |
| 25 سنتًا    | التصنيع                     | 27 نوفمبر 1912      | 21،940،653      |
| 50 سنتًا    | صناعة الألبان في أمريكا     | 13 مارس 1913        | 2،117،793       |
| 75 سنتًا    | الحصاد                      | 18 ديسمبر 1912      | 2,772,615       |
| دولار واحد | زراعة الفاكهة               | 3 يناير 1913        | 1053,273        |

### رسوم البريد المستحقة
بالتزامن مع طوابع بريد الطرود، أقرّ الكونغرس في 24 أغسطس/آب 1912 قانونًا بشأن رسوم طوابع البريد المستحقة التي تُصدر بالتزامن مع إصدار طوابع بريد الطرود، وذلك لاستخدامها عند لصق طوابع بريدية غير كافية على طرد. كان مدير البريد يُلصق طوابع البريد المستحقة، وكان من المفترض أن يدفع المرسل إليه المبلغ.

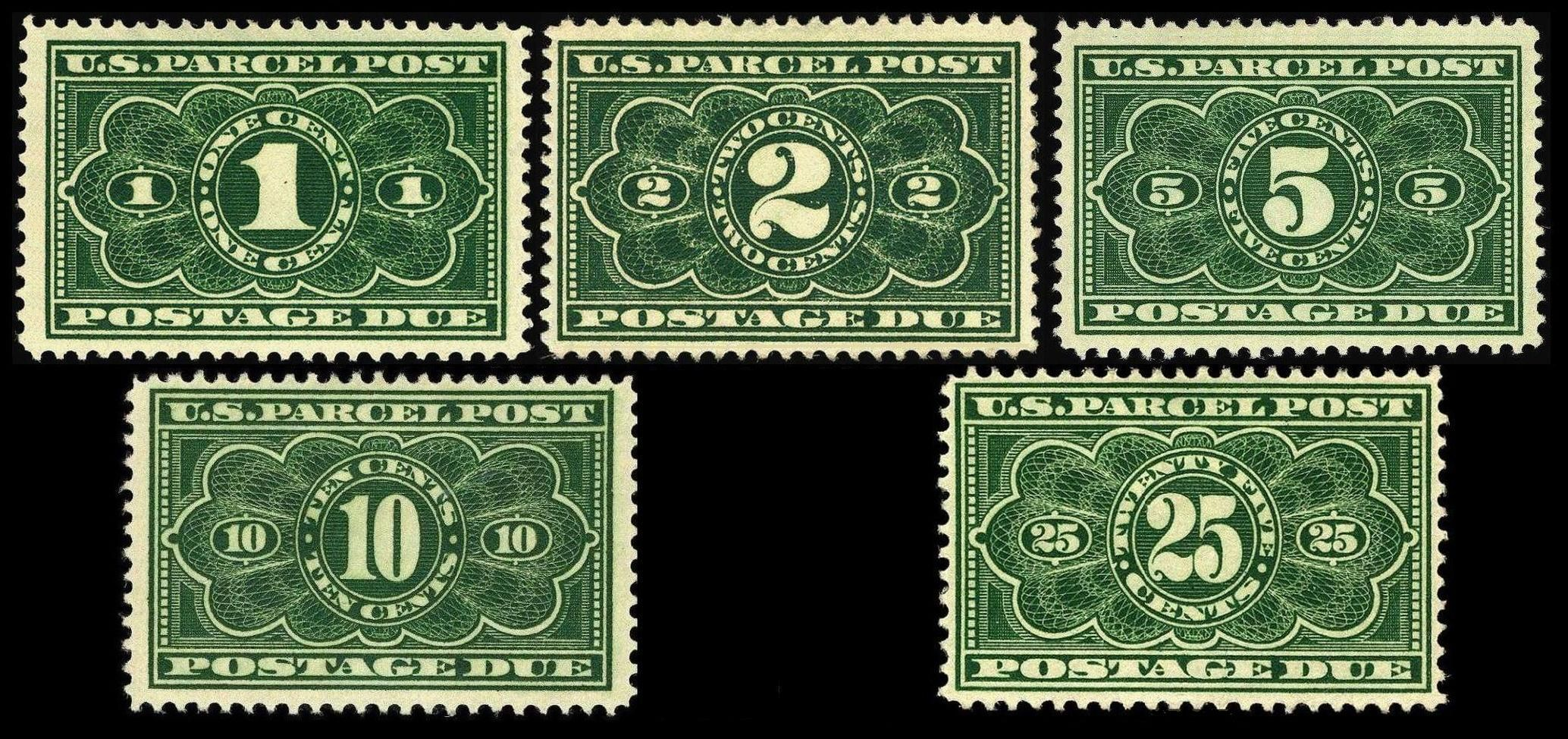
طوابع بريد مستحقة لعام 1912

## الاستعمالات
خلال النصف الأول من عام إنشائها، أثبتت خدمة بريد الطرود نجاحها الكبير بفضل سلسلتها الجديدة من الطوابع الخاصة، مما أدى إلى إرسال أكثر من 300 مليون طرد خلال هذه الفترة القصيرة. ولكن بعد الكثير من الارتباك والضغط من العاملين في البريد، وافقت إدارة مكتب البريد وأذن المدير العام للبريد باستخدام طوابع البريد العادية لدفع رسوم البريد على الطرود من الدرجة الرابعة، بدءًا من 1 يوليو 1913، منهيًا الاستخدام الإلزامي للطوابع الجديدة بعد ستة أشهر بالضبط. في المقابل، سُمح باستخدام طوابع بريد الطرود لدفع رسوم البريد لجميع فئات البريد حتى نفد العرض أخيرًا. هذه هي السلسلة الوحيدة من الطوابع التي أصدرها مكتب البريد والتي سُمح لها بالاستخدام المزدوج على الإطلاق. آخر طباعة لطوابع بريد الطرود، وهي عبارة عن دفعة بقيمة 10 سنتات، حدثت في 24 يونيو 1913، ولكن الطوابع التي لا تزال في المخزون استمرت في الشحن إلى مكاتب البريد لبعض الوقت، وخاصة ذات القيم الأعلى، مع التسليم النهائي - وهو توريد طوابع بقيمة 75 سنتًا - في وقت متأخر من عام 1921. وعلى الرغم من توقف إنتاج الطوابع، فقد اعتبرت فئة جديدة من السلسلة - 20 سنتًا - مفيدة للغاية للتخلص منها، وبالتالي تمت إضافة قيمة 20 سنتًا إلى سلسلة واشنطن-فرانكلين النهائية الموجودة.
مع انتهاء العمل بطوابع بريد الطرود، انتهت الحاجة إلى طوابع بريد طرود المستحقة. لم تكن تُستخدم إلا قليلاً لأن معظم الطرود كانت تُوزن وتُدفع أجورها بشكل صحيح في مكاتب البريد. ولكن، على غرار إصدارات بريد الطرود، احتفظ بها مديرو البريد واستخدموها كطوابع بريدية مستحقة حتى نفاد المخزون. استمر استخدام بعضها حتى عقد العشرينيات من القرن العشرين. كانت طوبع فئة الـ 25 سنتًا ذات فائدة خاصة نظرًا لعدم وجود طابع بريد مستحق ذي قيمة مماثلة.
باستثناء البضائع التي كانت تُعتبر خطرة عند التعامل معها، سُمح بإرسال جميع أنواع البضائع تقريبًا عبر خدمة بريد الطرود، حتى التماسيح الصغيرة ونحل العسل. (لاحقًا، فُرضت رسوم إضافية على هذهِ البضائع الهشة باستخدام طوابع خاصة للتعامل معها). وسرعان ما انتشر استخدام الخدمة الجديدة بين المزارعين وغيرهم من سكان الريف الأمريكيين لشراء بضائع لم يكن من الممكن الحصول عليها سابقًا في مناطقهم النائية. وقد ساهم هذا بدوره في نمو شركات البريد العملاقة مثل سيرز روبوك ومونتغمري وارد.

## تكوينات أخرى
طُبعت طوابع بريد الطرود لعامي 1912-1913 باستخدام مطبعة مسطحة، أنتجت كتلًا مسطحة من ستة طوابع، تحمل رقم اللوحة في الهامش (مشيرًا إلى دورة طباعة محددة). وبدءًا من يناير 1913، طُبعت أسماء الطوابع في الهامش.
|  |  | بريد الطرود، ملغى مسبقًا طرد بريدي ذو حافة مستقيمة |

### أدلة القالب
طُبعت طوابع بريد الطرود لعامي 1912-1913 خصيصًا لمعرض بنما والمحيط الهادئ الذي عُقد في سان فرانسيسكو عام 1915 باستخدام القوالب التي صُنعت منها ألواح الطباعة لهذهِ السلسلة من طوابع الطرود. تُعرف هذه الطوابع باسم "الطباعة التجريبية"، وتُطبع مباشرةً من القالب على ورق منسوج ناعم مصفر، واحدة تلو الأخرى. وبالتالي، لا تحتوي الطوابع التجريبية على أي ثقوب حولها.

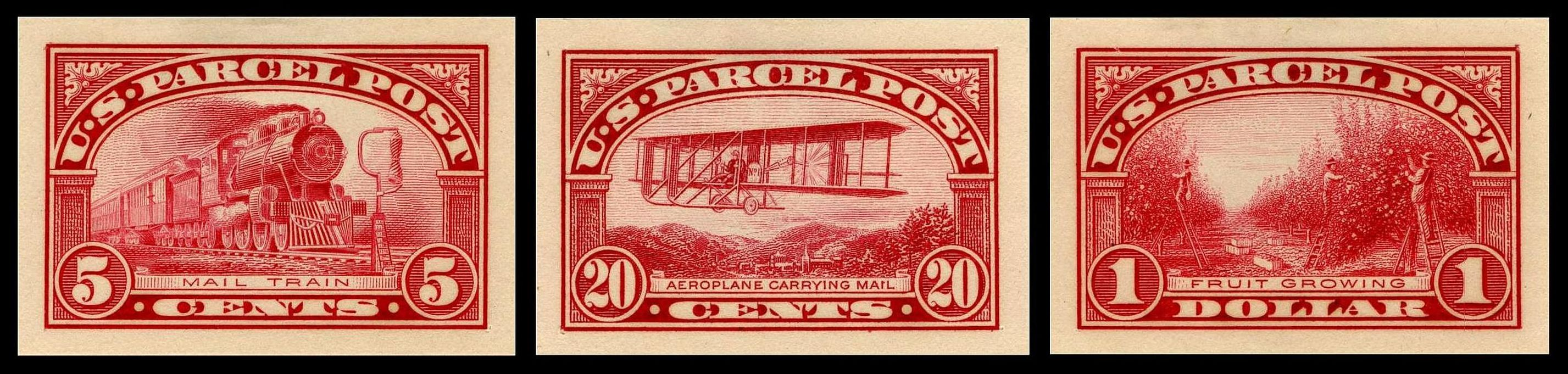
نماذج مختارة من قوالب الطرود البريدية

## روابط خارجية
- مائة عام على خدمة الطرود البريدية